# Greatest Hits Vol. 1 (album, Korn)
Greatest Hits, Vol. 1 je kompilační album od americké nu metalové kapely Korn vydané 5. října 2004. CD obsahuje největší hity kapely, které byly relizovány během její desetileté kariéry. Deska ovšem obsahuje i nové songy s názvem Word Up! (coververze) od skupiny Cameo a Pink Floyd písně Another Brick in the Wall a Goodbye Cruel World. Obě zmiňované coververze kapela použila jako své singly.
Deska se v hitparádách umisťuje na dobrých pozicích a v Billboard 200 zaujímala 4. místo. Během prvního týdne se prodalo 129 000 kusů CD a ve Spojených státech je album 1xplatinové.
Ačkoliv je Greatest Hits, Vol. 1 kompilační deskou s největšími hity, několik singlů od Korn bylo vynecháno. Mezi tyto písně se řadí Everything I've Known, Thoughtless, B.B.K. (jako singl pouze v Kanadě a Mexiku), Children of the Korn (jako singl pouze v USA), Good God, No Place to Hide, a Need To (také pouze v USA). Naopak Twist a Thrash nikdy jako singly označeny nebyly.

## Seznam skladeb
1. Word Up! (Cameo) – 2:53 Videoklip
2. Another Brick in the Wall (Část 1, 2, 3) (Pink Floyd) – 7:08
3. Y'All Want a Single (Take a Look in the Mirror) – 3:18
4. Right Now (Take a Look in the Mirror) – 3:15
5. Did My Time (Take a Look in the Mirror) – 4:07
6. Alone I Break (Untouchables) – 4:16
7. Here to Stay (Untouchables) – 4:32
8. Trash (Issues) – 3:27
9. Somebody Someone (Issues) – 3:47
10. Make Me Bad (Issues) – 3:55
11. Falling Away from Me (Issues) – 4:31
12. Got the Life (Follow the Leader) – 3:48
13. Freak on a Leash (Follow the Leader) – 4:15
14. Twist (Life is Peachy) – 0:50
15. A.D.I.D.A.S. (Life Is Peachy) – 2:32
16. Clown (Korn) – 4:36
17. Shoots and Ladders (Korn) – 5:23
18. Blind (Korn) – 4:18
19. Freak on a Leash (Dante Ross Remix) – 4:45

### Bonus DVD: Live at CBGB (Limitovaná edice)
1. Right Now
2. Here to Stay
3. Did My Time
4. Got the Life
5. Freak on a Leash
6. Falling Away from Me
7. Blind

## Umístění
| Rok  | Hitparáda          | Pozice |
| ---- | ------------------ | ------ |
| 2004 | Spojené království | 22     |
| 2004 | USA                | 4      |
| 2004 | Austrálie          | 8      |
| 2004 | Německo            | 17     |

## Obsazení
Korn
- Jonathan Davis – vokály, dudy
- Brian „Head" Welch – elektrická kytara
- J. „Munky" Shaffer – elektrická kytara
- Fieldy – basová kytara
- David Silveria – bicí